# 杰克·鲁比
杰克·鲁比（英語：Jack Ruby），原名雅各布·莱昂·鲁宾斯坦（ 1911年3月25日—1967年1月3日）1947年改名为杰克·莱昂·鲁比（Jack Leon Ruby），是殺死李·哈维·奥斯瓦尔德的凶手，奥斯瓦尔德被廣泛認為是刺殺甘迺迪總統的刺客。
鲁比来自伊利诺伊州芝加哥，之后在得克萨斯州的达拉斯开了一家夜总会。1964年3月14日被判谋杀，他患病并于1967年1月3日死于肺癌。鲁比曾经是有组织犯罪集團的重要人物；阴谋论者们声称他杀害奥斯瓦尔德这件事是肯尼迪遇刺的一部分。其他人对此颇有质疑，他充其量不过是个小角色，不过是在这种大阴谋中被利用的那类人。

## 与犯罪集团的关系
在警方与黑手党之间，鲁比因为有广泛的人脉而被人熟知。众议院遇刺案特别委员会认为鲁比跟山姆（1920－1970）和约瑟夫·坎皮西（1918－1990）關係密切。1947年以来，他们经常会面。
1963年，山姆与约瑟夫坎皮西是达拉斯黑恶势力的首脑。杰克认识坎皮西而且在很多场合已经见过。坎皮西是卡洛斯·马塞洛的陆军中尉，曾被指是杀害总统約翰·肯尼迪主謀。
肯尼迪总统遇刺事件前一天，鲁比与坎皮西会面。
在他的传记《Bound by Honor: A Mafioso's Story》，比尔博南诺，纽约黑手党首领的儿子约瑟夫·博南诺，解释说通过由黑手党经营的哈瓦那赌场，在古巴革命之前，许多黑手党家族都与反卡斯特罗的古巴人有着长期的联系。许多古巴政治难民和黑手党首领都不喜欢肯尼迪，因为猪湾入侵的失败骂他。他们也不喜欢他的兄弟，那个年青的理想主义者的检察总长罗伯特·肯尼迪，因為他反對黑手党。甘迺迪被刺殺後，联邦调查局的报告指出，从1958年以来，威伦斯的父亲与托尼·阿卡多是隔壁邻居。有一些资料指出在1946年，托尼·阿卡多据称要求杰克鲁比与帕特曼诺，罗米 纳皮和其他黑手党成员去德克萨斯为了确认当地警长史蒂夫格思里。
大约1小时之后肯尼迪总统被枪杀了，白宫驻外记者赛斯坎特抵达肯尼迪被送往的帕克兰医院。当坎特走上楼梯进入医院的时候，他感到有人拉了一下他的衣服。他回头看到鲁比叫住他并且向他的手部射击。鲁比之后否认他出现在帕克兰医院，然而沃伦委员会决定相信鲁比而不是坎特。
因为他的见证，沃伦委员会以解雇相逼迫，赛斯坎特调查鲁比这个案子很多年。在最新发表的书《谁是杰克鲁比？》中，坎特写道鲁比的「朋友」指出魯比被一个阴谋家利用。
鲁比枪杀奥斯瓦尔德被逮捕的几小时之内，一份支持鲁比的电报发往达拉斯市监狱，署名哈尔与宝莲柯林斯，在沃伦委员会提供的证据之中，报社专栏作家德鲁·皮尔逊，金融家亨利 克朗和希尔顿酒店与芝加哥财团诈骗活动存在经济利益。

### 批评
比尔亚历山大因鲁比杀害奥斯瓦尔德而起訴他，鲁比反指「甲认识乙，而且早在二十世纪五十年代鲁比认识乙，所以他一定认识甲，并且一定与阴谋有所关联。」
鲁比的兄弟Earl否认指控说杰克参与敲诈勒索芝加哥夜总会，作家杰拉尔德波斯纳暗示鲁比可能与一个芝加哥重罪犯叫哈利·鲁宾斯坦的混淆了，娱乐记者托尼佐皮同样对mob ties的说法不以为然。他认识鲁比并说他是一个"天生的失败者。"

## 杀害奥斯瓦尔德

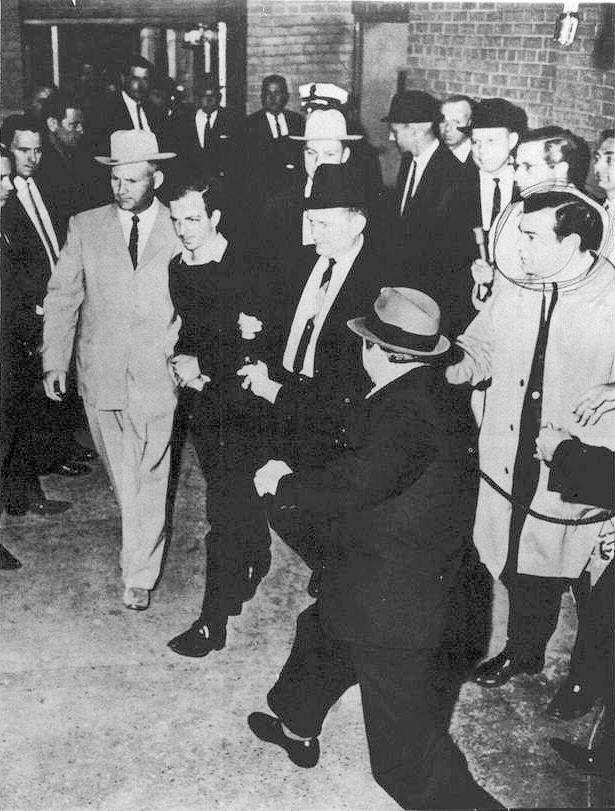
鲁比向被警方押送的奥斯瓦尔德开枪。

1963年11月22日，鲁比在李·哈维·奥斯瓦尔德被逮捕之后出现在达拉斯警察总部大厅过几次；NBC報導显示鲁比在达拉斯警察总部於案件当晚的新闻发布会上冒充一名报社记者。鲁比也许希望那一晚在警察局新闻发布会上杀死奥斯瓦尔德。在魯比杀了奥斯瓦尔德並被逮捕的一个月以后，他对联邦调查局的人说，當晚柯尔特蟒蛇左轮手枪在他右边的口袋里。
兩天之后的周日，即11月24日，鲁比走进附近的警察局，正當美国当局准备用装甲车从警局地下室押送奥斯瓦尔德到附近郡级监狱的时候，鲁比从拥挤的记者队伍中走出，并把0.38口径的左轮手枪射向奥斯瓦尔德的腹部，使其当场死亡。开枪过程被现场报导，数百万电视观众见证了这一事件。有一些证据说明鲁比的行为是心血来潮的，因为在射杀奥斯瓦尔德之前，他还把他最喜爱的狗「雪巴」留在了车里。
1979年众议院遇刺案特别委员会在最后的报告中认为鲁比射杀奥斯瓦尔德是他个人的行为，同样委员会相信鲁比进入警察局地下室並没有別人的帮助。
在枪击之后鲁比很快被逮捕的时候，在开枪的那一刻鲁比说他在服用苯甲吗啉，一种中枢神经系统兴奋剂。鲁比写道: 「乔，你也知道我第一个律师汤姆 霍德华告诉我说，我向奥斯瓦尔德开枪是为了卡罗琳和肯尼迪夫人不会到达拉斯作证。」

## 起诉与定罪
鲁比被捕后，他咨询他在达拉斯的代表律师托马斯·霍华德，霍华德接受并询问鲁比是否認識一个叫「戴维斯」的男人，這個人是反卡斯特罗派。
之后，鲁比得到托马斯·霍华德与旧金山优秀的辩护律师梅尔文·贝利的同意，无偿为鲁比辩护。一些观察家认为魯比「无恶意谋杀」（大致等同于误杀），最多五年有期徒刑。贝利试图如此证明，但是，1964年3月14日，鲁比終因恶意谋杀而被判死刑。
鲁比的妹妹艾琳写信给委员会（并且她的信已经被公开），指鲁比数次要求把他带到华盛顿特区，说「我在这裡有生命危险」。

## 阴谋论
1964年3月，鲁比被判蓄意谋杀之后，鲁比的律师团队，由山姆·休斯敦克林顿带领，向得克萨斯州最高刑事法庭呼吁。鲁比的律师认为他不可能在达拉斯这座城市接受公平审判。由于公众的壓力太大，一年之后，1965年3月他认罪了，鲁比在简短的电视新闻发布会上说：“真相並没有浮出水面。这个世界不会再知道实际发生了什么，包括我的动机。那些当权的、别有用心把我推到风口浪尖的人们，将不会把真相公布于众。”当被记者问及，“这些人都身居高位吗，杰克？”他回答：“没错。”
达拉斯副警长铝马多克斯声称：“鲁比告诉我说：‘他们给我打了一针。’他说那是一针癌细胞，鲁比就告诉我这么多，我说你不要相信那些谣言，他说：‘我他妈非常肯定！’之后的一天我走了，鲁比向我挥手，我看到他手掌上一有张纸条…在这份说明中他说这是一桩阴谋，他说…如果你只看不说，你会学到很多。这是我从他那得到的最后的话。”
鲁比死后不久，根据伦敦的一篇报导Sunday Times，他告诉心理医生沃纳·图特，暗杀是“反政府的行为”而且他知道“谁要肯尼迪死”。他又说道：“这是我的命运。我不想死，但是我没有疯，我是被人陷害杀奥斯瓦尔德的。”
终于，上诉法庭同意鲁比的律师新的诉讼请求，在1966年10月5日，鲁比认罪且死刑结果被推翻。1966年12月9日因罹患肺炎，鲁比被送往达拉斯的帕克兰医院。一天之后，医生在他的肝、肺和大脑中发现癌细胞。6个星期之后，他死了。
根据一份匿名的美联社材料，11月19日，鲁比在他的病床上作出最后陈述：他自己对谋杀李·哈维·奥斯瓦尔德一事负责。

### 批评
在杰拉尔德波斯纳的书《结案：李·哈维·奥斯瓦尔德与肯尼迪遇刺事件》中，鲁比的朋友、亲人以及令人心烦的工作压力使他在听说杀害肯尼迪的凶手时，有时在哭泣，而且他甚至关闭自己已經營運亏损的酒吧三天，暫停營業以示对肯尼迪总统的尊敬。
达拉斯记者托尼佐皮，是十分了解鲁比的人，他声称那指使鲁比成为杀害肯尼迪一案重要人物的人「一定是疯了」，因为他「无法把秘密留在心里超过5分钟......杰克是个很爱说话的人。成为一场阴谋的一部分的他也许是这世界上最可恶的家伙，因为他只是单纯的话太多了。」鲁比被他和其他人描述成那类喜欢成为「人们关注的焦点」，爱与人交往和性格开朗的人。

## 死亡
1967年1月3日，在帕克兰医院，鲁比死于肺栓塞与支气管癌（肺癌），就是奥斯瓦尔德死去的地方和遇刺案后宣布肯尼迪总统死亡的地方。他与他的父母合葬于伊利诺伊州诺里奇的威斯朗公墓。鉴于暗杀事件与他死亡时间之间间隔相对较短，有怀疑说在鲁比被杀之前已经得知了自己患有晚期癌症，这也许是他的动机。当被众议院遇刺案特别委员会问道是否鲁比已经知道了他患有癌症这件事的时候，达拉斯郡验尸官俄尔罗斯博士对鲁比进行了尸检回答说：「不」。

## 流行文化
鲁比射杀了奥斯瓦尔德，还有他在肯尼迪遇刺案前后的行为，成为许多电影、电视剧、书籍和歌曲作品的主题。

### 电影
- 在奥利弗·斯通的1991电影《刺杀肯尼迪》中，鲁比一角由演员布赖恩·多伊尔穆雷扮演。斯通大量借鉴阴谋论专家，像吉姆马尔斯和L.弗莱彻普劳蒂的理论。特别在DVD版本中，鲁比被带走比电影版本增加了三个镜头。一个奥斯瓦尔德的特定镜头。

### 文学
- 鲁比是詹姆斯·埃尔罗伊小说《冷战六千元》的主人公之一，情节围绕着约翰肯尼迪遇刺案，罗伯特肯尼迪和马丁·路德·金遇刺案展开。论及许多历史人物与黑手党与反卡斯特罗组织与刺杀事件。
- 在他1989年发表的小说《Libra》， 唐·德里罗描绘鲁比作为一个总统暗杀的阴谋中的一部分，杜撰出一名联邦调查局间谍说服鲁比杀死奥斯瓦尔德。

### 音乐
- "Bicentennial"来自劳登温赖特三世（Loudon Snowden Wainwright III），被收录在专辑T Shirt（1976）。提到鲁比的歌词是："你知道我们有我们的英雄。我是说华盛顿和林肯，包括奥迪墨菲，包括老杰克鲁比。杰克不是英雄吗？哦，你知道他当然不是。"
- "Jack Ruby"来自Camper Van Beethoven，被收录在专辑Key Lime Pie（1989）。在这首歌裡，鲁比被描述成， "…那种殴打他的马或者殴打他酒吧工作的舞女的人。"
- "Jack Ruby"来自英国摇滚乐队深紫乐队，被收录在专辑Abandon（1998）。

### 电视剧
- 鲁比与奥斯瓦尔德（1978），鲁比一角由迈克尔·勒纳扮演。
- 在电视节目广告狂人中，鲁比射杀奥斯瓦尔德的镜头上演于第三季，"The Grown-Ups"一词被用于处理肯尼迪遇刺。

## 扩展阅读
- . 圣马丁格里芬. 1992. ISBN 978-0-312-08257-4.
- Bugliosi, 文森特. . W. W. Norton & Company. 2007. ISBN 978-0-393-04525-3.
- Fonzi, Gaeton. . Thunder's Mouth Press. 1993. ISBN 978-1-56025-052-4.
- Kantor, 赛斯. . Everest House. 1978. ISBN 0-89696-004-8.
- 曼彻斯特, 威廉. . 英国广播公司. 1996. ISBN 978-0-88365-956-4.
- 麦克奈特, 杰拉尔德D. . 堪萨斯州大学出版社. 2005. ISBN 978-0-7006-1390-8.
- 纽曼, 约翰. . Carroll & Graf Publishers. 1995. ISBN 978-0-7867-0131-5.
- Rappleye, 查理斯; Ed Becker. . 道布尔迪. 1991. ISBN 978-0-385-26676-5.
- 萨默斯, 安东尼. . Marlowe & Company. 1998. ISBN 978-1-56924-739-6.
- Almog， Oz，  Kosher Nostra （页面存档备份，存于） Jüdische Gangster in Amerika， 1890–1980 ; Jüdischen Museum der Stadt Wien ; 2003， Text Oz Almog， Erich Metz， ISBN 3-901398-33-3